# Walter Hering

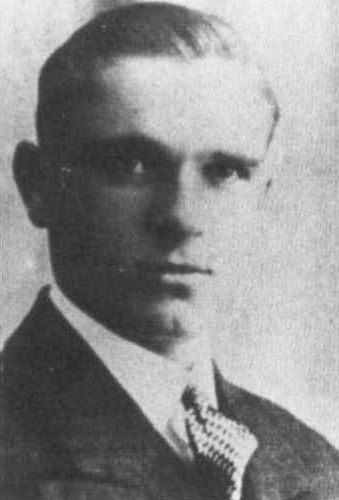
Porträtbild Herings

Walter Hering (* 30. September 1910 in Schöna; † 11. Mai 1937 in Pirna) war ein deutscher Kommunist und Widerstandskämpfer gegen das NS-Regime.

## Leben
Hering wurde 1930 Mitglied der KPD-Ortsgruppe Reinhardtsdorf. Nach der „Machtergreifung“ der Nationalsozialisten beteiligte er sich an der illegalen Arbeit der KPD. Er half bei der Übernahme und Weiterleitung verbotener Schriften, die durch die Gruppe um Walter Richter und Arno Hering aus der Tschechoslowakei eingeschleust wurden. Darunter war unter anderem die antifaschistische Wochenschrift „Der Gegen-Angriff“, die ab 1933 in Prag gedruckt wurde.
Am 15. September 1934 wurde Hering in Schöna von der Gestapo verhaftet und zunächst ins Polizeigefängnis nach Dresden gebracht. Ein Gestapomann hatte sich als Feriengast in Schöna einquartiert und war mit Hering in Verbindung getreten. Er hatte ein gefälschtes Parteibuch bei sich und konnte so das Vertrauen Herings erschleichen. Später brachte man Hering zusammen mit Bernhard Geißler, Walter Biener nach Berlin. Dort wurde Hering am 27. April 1935 wegen seiner Beteiligung an der illegalen Wiederaufbauarbeit der KPD im Bezirk des Sandsteingebirges vom 1. Senat des „Volksgerichtshofs“ zu drei Jahren Gefängnis verurteilt, die er in Bautzen und dem Zuchthaus Waldheim verbüßte. Im Zuchthaus vollkommen apathisch geworden, wurde Hering aufgrund seines Zustandes in die für ihn zuständige Landes Heil- und Pflegeanstalt Pirna-Sonnenstein überstellt. Er verstarb dort am 11. Mai 1937.

## Ehrungen
- Am 1. Mai 1946 benannte die Gemeinde Schöna eine Straße nach ihm. Nach der Wende wurde die Walter-Hering-Straße in Am Feldrain umbenannt.
- In Schöna erinnert ein Gedenkstein von 1948 an der Glaserschmiede (Haus Nr. 50) an die Widerstandskämpfer Walter Hering und Bernhardt Geißler.